# Aghbala
Aghbala è una città del Marocco della provincia di Benslimane, nella regione di Casablanca-Settat.
Il nome potrebbe essere connesso con il berbero aɣbalu, "sorgente".